# Даниловка (Хмельницкая область)
Даниловка (укр. Данилівка) — село в Белогорском районе Хмельницкой области Украины.
Население по переписи 2001 года составляло 333 человека. Почтовый индекс — 30242. Телефонный код — 3841. Занимает площадь 0,085 км².

## Местный совет
30242, Хмельницкая обл., Белогорский р-н, с. Денисовка, ул. Независимости, 6